# Joannes Sturmius Mechlinianus
Joannes Sturmius detto Mechlinianus, o Johannes Sturm o Sturmius (Malines, 1559 – Lovanio, 1650) è stato un matematico, medico e poeta belga.

## Biografia
Sturmius studiò all'università di Lovanio, laureandosi prina dei 20 anni. Il 12 giugno 1579 gli fu assegnato il beneficio della parrocchia di Santa Margherita a Mechelen. Nel 1585 divenne insegnante di retorica e metafisica al collegio Lily, a Lovanio, mentre perseguiva ulteriori studi nella Facoltà di medicina. Nel 1591 prese un diploma in medicina e venne nominato nel consiglio accademico dell'università. Fu uditore delle lezioni di Adriaan van Roomen. Nel 1593 Sturmius ebbe la cattedra di matematica vacante di Roomen, laureandosi in medicina lo stesso anno.
Nel 1603 divenne rettore del Lily College, ritirandosi nel 1606 per sposare Catherine van Thienen. Dopo la sua morte nel 1619, Sturmius prese i voti.
Morì a Lovanio nel 1650 e venne sepolto nella chiesa di S. Kwinten.
Ebbe Thomas Fienus (1567–1631) come allievo.

## Opere
- (LA) De accurata circuli dimensione et quadratura, Lovanio, François Simon, 1633.